# Josh Woods (lutador)
Joshua Aaron Woods (nascido em 20 de março de 1988) é um lutador profissional americano, que se apresenta sob seu nome verdadeiro (estilizado como Josh Woods). Ele possui contrato com a Ring of Honor (ROH) e a All Elite Wrestling (AEW), onde é membro do grupo Premier Athletes.

## Carreira na luta olímpica
Woods foi um lutador universitário na Universidade da Flórida Central, onde, em 2011, conquistou o Campeonato Nacional da NCWA. Ele também foi duas vezes All-American da NCWA e vice-campeão nacional. Além disso, ele organiza campos de treinamento para atletas do UFC, como Alex Nicholson, Seth Petruzelli, Mike Perry e Tom Lawlor.

## Carreira no wrestling profissional

### WWE

#### NXT (2014–2016)
Woods assinou contrato com a WWE no final de 2014 e começou a treinar no WWE Performance Center. Sua primeira luta no NXT aconteceu em 25 de abril, onde participou de uma battle royal. Em 30 de julho e 26 de setembro, ele competiu em mais duas battle royals para determinar o desafiante número um ao NXT Championship, vencidas por Tyler Breeze e Baron Corbin, respectivamente.
Sua primeira vitória ocorreu em Venice, Flórida, durante um house show em 30 de janeiro de 2016, contra Gzim Selmani. Em 9 de junho, enfrentou No Way Jose em uma luta que acabou derrotado. Sua última luta no NXT foi em um house show em 23 de julho, onde perdeu para Mojo Rawley. Dias depois, Woods foi liberado de seu contrato com a WWE.

### Ring of Honor (2016–presente)
A estreia de Woods na Ring of Honor ocorreu em uma luta não televisionada em 22 de outubro de 2016, em uma luta de trios ao lado de Brandon Groom e Kennedy Kendrick, derrotando Chuckles, Joey Osbourne e Victor Andrews. Ele participou do Torneio Top Prospect da ROH em 2017, vencendo Chris LeRusso, Brian Milonas e John Skyler para conquistar o torneio. Woods formou uma dupla com Silas Young, chamada Two Guys & One Tag. Em 26 de março de 2021, durante o evento ROH 19th Anniversary Show, Young traiu Woods, encerrando a parceria entre os dois. No evento Death Before Dishonor XVIII, Woods derrotou o então campeão Pure da ROH, Jonathan Gresham, para conquistar o título.
Com a aquisição da Ring of Honor por Tony Khan, foi anunciado que Woods defenderia o Pure Championship contra Wheeler Yuta no evento Supercard of Honor XV em 1º de abril de 2022. Woods perdeu o título para Yuta nesse evento.

### Circuito independente (2017)
Em 14 de julho de 2017, Woods participou do torneio MCW Shane Shamrock Memorial XVII, onde enfrentou Anthony Henry em uma luta que terminou empatada por limite de tempo.

### All Elite Wrestling (2021–presente)
Em 12 de dezembro de 2021, Woods fez sua estreia na All Elite Wrestling (AEW) no programa AEW Dark, onde foi derrotado por Shawn Spears. Após acumular algumas vitórias nos programas do Dark, Woods passou a aparecer também nos programas AEW Dynamite e AEW Rampage em 2022. No verão daquele ano, Woods formou uma dupla com Tony Nese, e a dupla passou a ser acompanhada por Mark Sterling como empresário e advogado no enredo. Na edição de 5 de agosto do Rampage, Woods e Nese desafiaram sem sucesso a dupla Swerve in Our Glory (formada por Keith Lee e Swerve Strickland) pelo AEW World Tag Team Championship. Na edição de 7 de outubro do Rampage, Woods e Nese derrotaram os The Varsity Blonds (Brian Pillman Jr. e Griff Garrison). Após a luta, Sterling revelou que havia registrado a marca "Varsity" no contexto da luta livre profissional, e que a dupla passaria a se chamar The Varsity Athletes.

## Campeonatos e conquistas

### Luta amadora
- National Collegiate Wrestling Association
  - Campeonato Nacional da NCWA – 235 lb (2011)[3]

### Luta profissional
- Platinum Pro Wrestling
  - Campeonato PPW Silverweight (1 vez)

- Pro Wrestling Illustrated
  - Classificado como No. 121 entre os 500 melhores lutadores individuais no PWI 500 em 2021[18]

- Ring of Honor
  - ROH Pure Championship (1 vez)
  - ROH Top Prospect Tournament (2017)